# Favoritka (film, 2018)
Favoritka (v anglickém originále The Favourite) je historický dramatický a komediální film z roku 2018. Režie se ujal Jorgos Lanthimos a scénáře Deborah Davis a Tony McNamara. Ve snímku hrají hlavní role Olivia Colmanová, Emma Stoneová, Rachel Weisz, Nicholas Hoult, Joe Alwyn, James Smith a Mark Gatiss.
Film měl premiéru na Filmovém festival v Benátkách dne 30. srpna 2018, kde získal hlavní cenu poroty a cenu pro nejlepší herečku (pro Colman). Do kin byl uveden 23. listopadu 2018 ve Spojených státech amerických. V České republice měl premiéru 24. ledna 2019.
Film byl vybrán do nejlepší desítky filmů roku 2018 Americkým filmovým institutem, magazínem Time a Rolling Stones. Favoritka získala pět nominací na Zlatý glóbus.

## Obsazení
- Olivia Colmanová jako Anna Stuartovna
- Emma Stoneová jako Abigail Hill
- Rachel Weisz jako Sarah Churchill, vévodkyně z Marlborough
- Nicholas Hoult jako Robert Harley, 1. hrabě z Oxfordu
- Joe Alwyn jako Samuel Masham, 1. baron z Mashamu
- Mark Gatiss jako John Churchill, vévoda z Marlborough
- James Smith jako Sidney Godolphin
- Jenny Rainsford jako Mae

## Přijetí

### Tržby
Film vydělal za první promítací víkend 422 410 dolarů ze čtyř kin. Za druhý víkend vydělal 1,1 milionu dolarů ze 34 kin. Za třetí víkend vydělal 1,4 milionů dolarů z 94 kin.

### Recenze
Film získal pozitivní recenze od kritiků. Na recenzní stránce Rotten Tomatoes získal ze 174 započtených recenzí procent s průměrným ratingem 8,5 bodů z deseti. Na serveru Metacritic snímek získal ze 46 recenzí 91 bodů ze sta. Na Česko-Slovenské filmové databázi si snímek k 10. prosinci 2018 drží 77%.

## Ocenění
| Ocenění                                       | Datum ceremoniálu  | Kategorie                                             | Nominovaní                                                                            | Výsledek          |
| --------------------------------------------- | ------------------ | ----------------------------------------------------- | ------------------------------------------------------------------------------------- | ----------------- |
| Americký filmový institut                     | 4. ledna 2019      | nejlepších deset filmů roku 2018                      | Favoritka                                                                             | vítězství         |
| Benátský filmový festival                     | 8. září 2018       | zlatý lev                                             | Favoritka                                                                             | nominace          |
| Benátský filmový festival                     | 8. září 2018       | hlavní cena poroty                                    | Favoritka                                                                             | vítězství         |
| Benátský filmový festival                     | 8. září 2018       | Queer Lion                                            | Favoritka                                                                             | nominace          |
| Benátský filmový festival                     | 8. září 2018       | Volpi Cup pro nejlepší herečku                        | Olivia Colmanová                                                                      | vítězství         |
| British Independent Film Awards               | 2. prosince 2018   | nejlepší britský nezávislý film                       | Yorgos Lanthimos, Deborah Davis, Tony McNamara, Ceci Dempsey, Ed Guiney a Lee Magiday | vítězství         |
| British Independent Film Awards               | 2. prosince 2018   | nejlepší režie                                        | Yorgos Lanthimos                                                                      | vítězství         |
| British Independent Film Awards               | 2. prosince 2018   | nejlepší herečka v hlavní roli                        | Olivia Colmanová                                                                      | vítězství         |
| British Independent Film Awards               | 2. prosince 2018   | nejlepší herečka ve vedlejší roli                     | Emma Stoneová                                                                         | nominace          |
| British Independent Film Awards               | 2. prosince 2018   | nejlepší herečka ve vedlejší roli                     | Rachel Weisz                                                                          | vítězství         |
| British Independent Film Awards               | 2. prosince 2018   | nejlepší casting                                      | Dixie Chassay                                                                         | vítězství         |
| British Independent Film Awards               | 2. prosince 2018   | nejlepší kamera                                       | Robbie Ryan                                                                           | vítězství         |
| British Independent Film Awards               | 2. prosince 2018   | nejlepší kostýmy                                      | Sandy Powell                                                                          | vítězství         |
| British Independent Film Awards               | 2. prosince 2018   | nejlepší scénář                                       | Yorgos Mavropsaridis                                                                  | nominace          |
| British Independent Film Awards               | 2. prosince 2018   | nejlepší masky                                        | Nadia Stacey                                                                          | vítězství         |
| British Independent Film Awards               | 2. prosince 2018   | nejlepší výprava                                      | Fiona Crombie                                                                         | vítězství         |
| British Independent Film Awards               | 2. prosince 2018   | nejlepší scénář                                       | Deborah Davis a Tony McNamara                                                         | vítězství         |
| British Independent Film Awards               | 2. prosince 2018   | nejlepší zvuk                                         | Johnnie Burn                                                                          | nominace          |
| Camerimage                                    | 17. listopadu 2018 | zlatý žabák                                           | Robbie Ryan                                                                           | nominace          |
| Camerimage                                    | 17. listopadu 2018 | cena publika                                          | Robbie Ryan                                                                           | vítězství         |
| Chéries-Chéris                                | 27. listopadu 2018 | hlavní cena                                           | Favoritka                                                                             | nominace          |
| Chéries-Chéris                                | 27. listopadu 2018 | speciální ocenění                                     | Favoritka                                                                             | vítězství         |
| Chicago Film Critics Association              | 8. prosince 2018   | nejlepší film                                         | Favoritka                                                                             | nominace          |
| Chicago Film Critics Association              | 8. prosince 2018   | nejlepší režie                                        | Yorgos Lanthimos                                                                      | nominace          |
| Chicago Film Critics Association              | 8. prosince 2018   | nejlepší herečka                                      | Olivia Colmanová                                                                      | vítězství         |
| Chicago Film Critics Association              | 8. prosince 2018   | nejlepší herečka                                      | Rachel Weisz                                                                          | nominace          |
| Chicago Film Critics Association              | 8. prosince 2018   | nejlepší původní scénář                               | Deborah Davis a Tony McNamara                                                         | nominace          |
| Chicago Film Critics Association              | 8. prosince 2018   | nejlepší výprava                                      | Favoritka                                                                             | vítězství         |
| Chicago Film Critics Association              | 8. prosince 2018   | nejlepší kamera                                       | Robbie Ryan                                                                           | nominace          |
| Cork Film Festival                            | 18. listopadu 2018 | ocenění                                               | Favoritka                                                                             | nominace          |
| Detroit Film Critics Society                  | 3. prosince 2018   | nejlepší herečka v hlavní roli                        | Olivia Colmanová                                                                      | nominace          |
| Detroit Film Critics Society                  | 3. prosince 2018   | nejlepší herečka ve vedlejší roli                     | Emma Stoneová                                                                         | nominace          |
| Detroit Film Critics Society                  | 3. prosince 2018   | nejlepší herečka ve vedlejší roli                     | Rachel Weisz                                                                          | nominace          |
| Detroit Film Critics Society                  | 3. prosince 2018   | nejlepší obsazení                                     | The Favourite                                                                         | nominace          |
| Detroit Film Critics Society                  | 3. prosince 2018   | nejlepší scénář                                       | Deborah Davis a Tony McNamara                                                         | nominace          |
| Film Fest Gent                                | 19. října 2018     | nejlepší film                                         | Favoritka                                                                             | nominace          |
| Gijón International Film Festival             | 24. listopadu 2018 | nejlepší film                                         | Favoritka                                                                             | nominace          |
| Gijón International Film Festival             | 24. listopadu 2018 | nejlepší herečka v hlavní roli                        | Olivia Colmanová                                                                      | vítězství         |
| Gotham Awards                                 | 26. listopadu 2018 | nejlepší film                                         | Favoritka                                                                             | nominace          |
| Gotham Awards                                 | 26. listopadu 2018 | nejlepší scénář                                       | Deborah Davis a Tony McNamara                                                         | nominace          |
| Gotham Awards                                 | 26. listopadu 2018 | nejlepší obsazení                                     | Olivia Colmanová, Emma Stoneová a Rachel Weisz                                        | vítězství         |
| Gotham Awards                                 | 26. listopadu 2018 | cena publika                                          | Favoritka                                                                             | nominace          |
| Hollywood Film Awards                         | 4. listopadu       | nejlepší herečka ve vedlejší roli                     | Rachel Weisz                                                                          | nominace          |
| Hollywood Film Awards                         | 4. listopadu       | nejlepší kostýmy                                      | Sandy Powell                                                                          | vítězství         |
| Independent Spirit Awards                     | 23. února 2019     | nejlepší mezinárodní film                             | Yorgos Lanthimos                                                                      | dosud nevyhlášeno |
| La Roche-sur-Yon International Film Festival  | 21. října 2018     | speciální ocenění poroty                              | Favoritka                                                                             | vítězství         |
| San Diego Film Critics Society                | 9. prosince 2018   | nejlepší film                                         | Favoritka                                                                             | dosud nevyhlášeno |
| San Diego Film Critics Society                | 9. prosince 2018   | nejlepší režie                                        | Yorgos Lanthimos                                                                      | dosud nevyhlášeno |
| San Diego Film Critics Society                | 9. prosince 2018   | nejlepší kostýmy                                      | Sandy Powell                                                                          | dosud nevyhlášeno |
| San Diego Film Critics Society                | 9. prosince 2018   | nejlepší střih                                        | Yorgos Mavropsaridis                                                                  | dosud nevyhlášeno |
| San Diego Film Critics Society                | 9. prosince 2018   | nejlepší výprava                                      | Fiona Crombie                                                                         | dosud nevyhlášeno |
| San Diego Film Critics Society                | 9. prosince 2018   | nejlepší obsazení                                     | Favoritka                                                                             | dosud nevyhlášeno |
| San Francisco Film Critics Circle             | 9. prosince 2018   | nejlepší film                                         | Favoritka                                                                             | nominace          |
| San Francisco Film Critics Circle             | 9. prosince 2018   | nejlepší režie                                        | Yorgos Lanthimos                                                                      | nominace          |
| San Francisco Film Critics Circle             | 9. prosince 2018   | nejlepší herečka v hlavní roli                        | Olivia Colmanová                                                                      | nominace          |
| San Francisco Film Critics Circle             | 9. prosince 2018   | nejlepší herečka ve vedlejší roli                     | Emma Stoneová                                                                         | nominace          |
| San Francisco Film Critics Circle             | 9. prosince 2018   | nejlepší herečka ve vedlejší roli                     | Rachel Weisz                                                                          | nominace          |
| San Francisco Film Critics Circle             | 9. prosince 2018   | nejlepší scénář                                       | Deborah Davis a Tony McNamara                                                         | nominace          |
| San Francisco Film Critics Circle             | 9. prosince 2018   | nejlepší kamera                                       | Robbie Ryan                                                                           | nominace          |
| San Francisco Film Critics Circle             | 9. prosince 2018   | nejlepší výprava                                      | Fiona Crombie                                                                         | nominace          |
| San Francisco Film Critics Circle             | 9. prosince 2018   | nejlepší střih                                        | Yorgos Mavropsaridis                                                                  | nominace          |
| Satellite Awards                              | 17. února 2019     | nejlepší film (komedie nebo muzikál)                  | Favoritka                                                                             | dosud nevyhlášeno |
| Satellite Awards                              | 17. února 2019     | nejlepší režie                                        | Yorgos Lanthimos                                                                      | dosud nevyhlášeno |
| Satellite Awards                              | 17. února 2019     | nejlepší herečka v hlavní roli (komedie nebo muzikál) | Olivia Colmanová                                                                      | dosud nevyhlášeno |
| Satellite Awards                              | 17. února 2019     | nejlepší herečka ve vedlejší roli                     | Emma Stoneová                                                                         | dosud nevyhlášeno |
| Satellite Awards                              | 17. února 2019     | nejlepší herečka ve vedlejší roli                     | Rachel Weisz                                                                          | dosud nevyhlášeno |
| Satellite Awards                              | 17. února 2019     | nejlepší výprava                                      | Fiona Crombie                                                                         | dosud nevyhlášeno |
| Satellite Awards                              | 17. února 2019     | nejlepší kamera                                       | Robbie Ryan                                                                           | dosud nevyhlášeno |
| Satellite Awards                              | 17. února 2019     | nejlepší kostýmy                                      | Sandy Powell                                                                          | dosud nevyhlášeno |
| Satellite Awards                              | 17. února 2019     | nejlepší obsazení (film)                              | Favoritka                                                                             | vítězství         |
| Satellite Awards                              | 17. února 2019     | nejlepší původní scénář                               | Deborah Davis a Tony McNamara                                                         | dosud nevyhlášeno |
| Telluride Film Festival                       | 3. září 2018       | stříbrný medailon                                     | Emma Stone                                                                            | vítězství         |
| Washington D.C. Area Film Critics Association | 3. prosince 2018   | nejlepší film                                         | Favoritka                                                                             | nominace          |
| Washington D.C. Area Film Critics Association | 3. prosince 2018   | nejlepší režie                                        | Yorgos Lathimos                                                                       | nominace          |
| Washington D.C. Area Film Critics Association | 3. prosince 2018   | nejlepší herečka v hlavní roli                        | Olivia Colmanová                                                                      | nominace          |
| Washington D.C. Area Film Critics Association | 3. prosince 2018   | nejlepší herečka ve vedlejší roli                     | Emma Stoneová                                                                         | nominace          |
| Washington D.C. Area Film Critics Association | 3. prosince 2018   | nejlepší herečka ve vedlejší roli                     | Rachel Weisz                                                                          | nominace          |
| Washington D.C. Area Film Critics Association | 3. prosince 2018   | nejlepší obsazení                                     | Favoritka                                                                             | vítězství         |
| Washington D.C. Area Film Critics Association | 3. prosince 2018   | nejlepší kamera                                       | Robbie Ryan                                                                           | nominace          |
| Washington D.C. Area Film Critics Association | 3. prosince 2018   | nejlepší střih                                        | Yorgos Mavropsaridis                                                                  | nominace          |
| Washington D.C. Area Film Critics Association | 3. prosince 2018   | nejlepší původní scénář                               | Deborah Davis a Tony McNamara                                                         | vítězství         |
| Washington D.C. Area Film Critics Association | 3. prosince 2018   | nejlepší výprava                                      | Fiona Crombie                                                                         | nominace          |
| Zlatý glóbus                                  | 6. ledna 2019      | nejlepší film (komedie nebo muzikál)                  | Favoritka                                                                             | nominace          |
| Zlatý glóbus                                  | 6. ledna 2019      | nejlepší herečka v hlavní roli (komedie nebo muzikál) | Olivia Colmanová                                                                      | vítězství         |
| Zlatý glóbus                                  | 6. ledna 2019      | nejlepší herečka ve vedlejší roli                     | Emma Stoneová                                                                         | nominace          |
| Zlatý glóbus                                  | 6. ledna 2019      | nejlepší herečka ve vedlejší roli                     | Rachel Weisz                                                                          | nominace          |
| Zlatý glóbus                                  | 6. ledna 2019      | nejlepší scénář                                       | Deborah Davis a Tony McNamara                                                         | nominace          |